# Hyundai Mistra
Hyundai Mistra – samochód osobowy klasy kompaktowej produkowany pod południowokoreańską marką Hyundai w latach 2013–2023.

## Pierwsza generacja

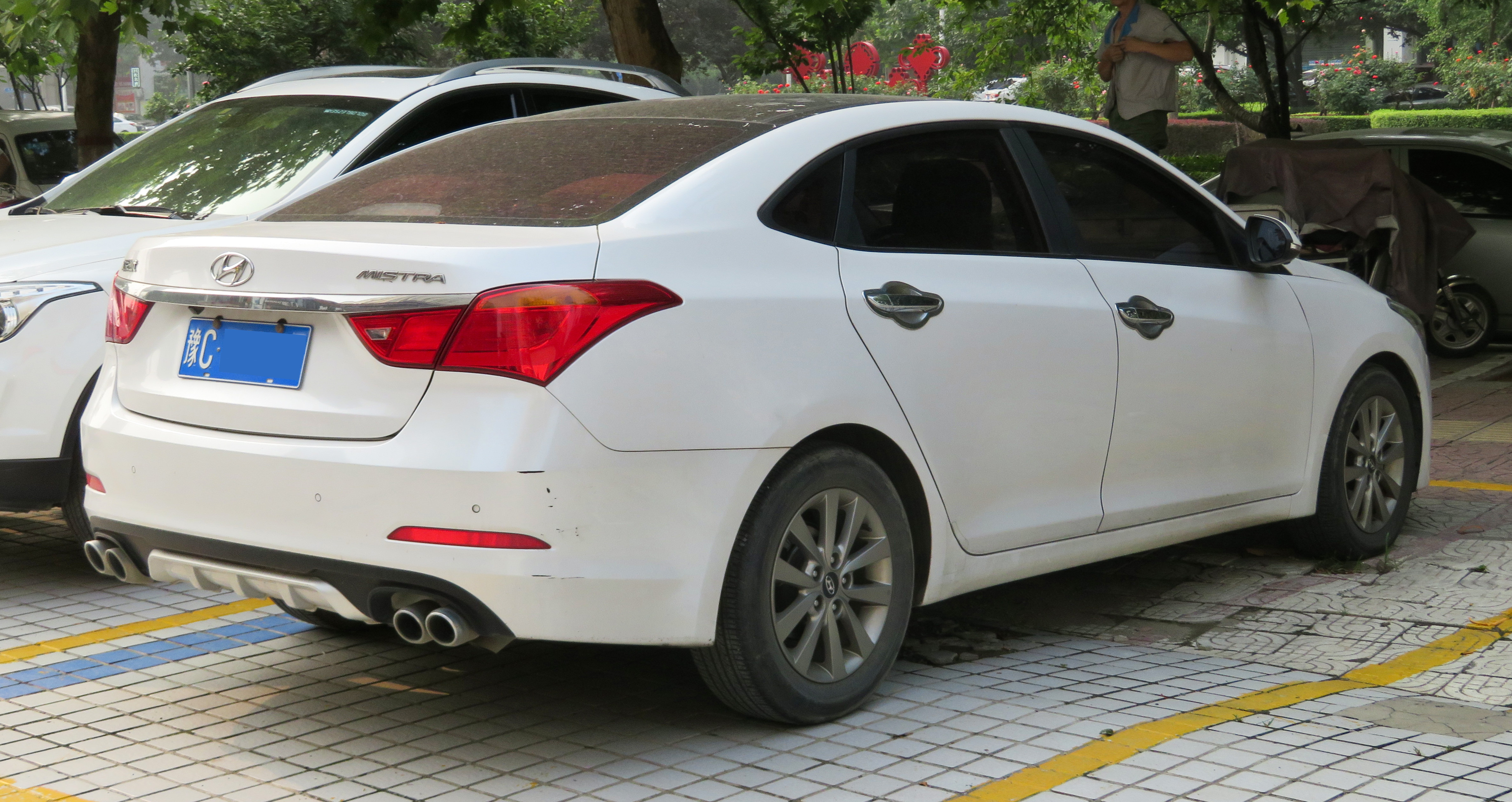
Hyundai Mistra I - tył

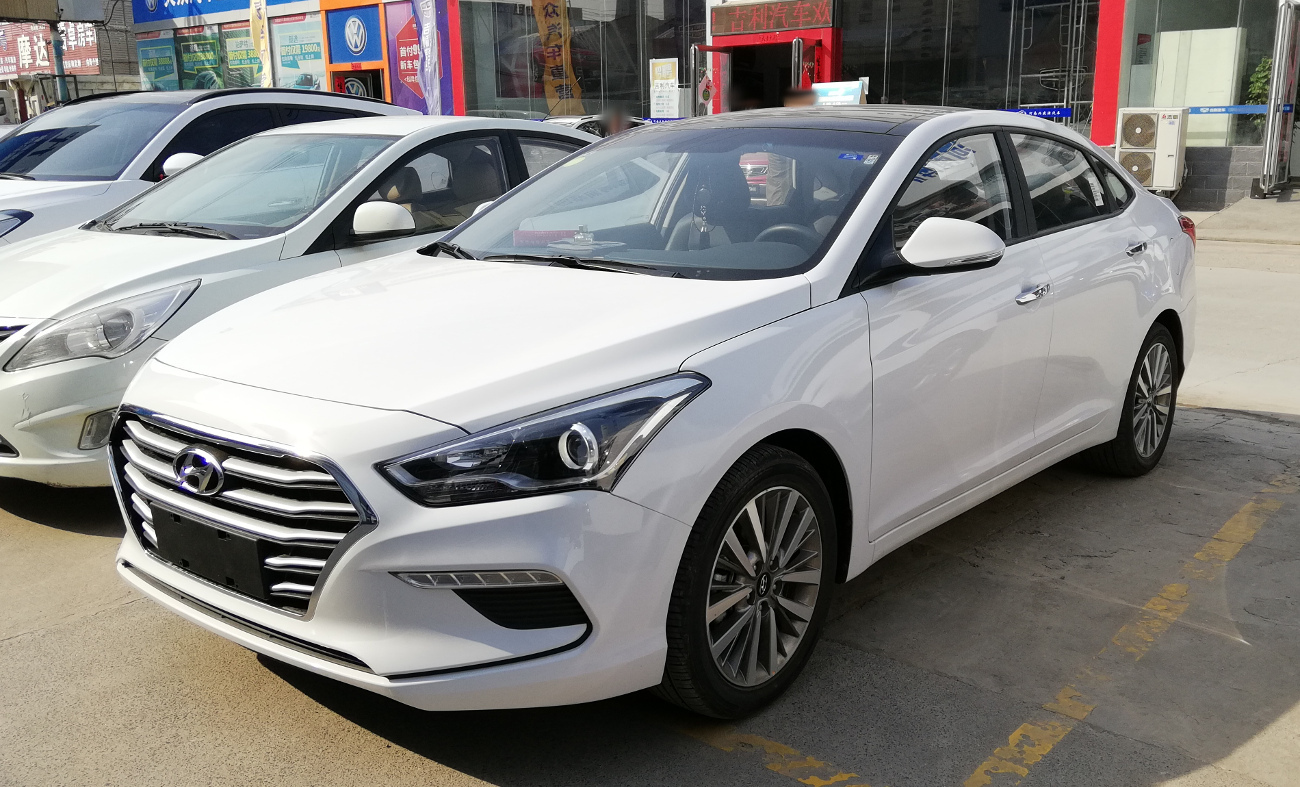
Hyundai Mistra I po liftingu

Hyundai Mistra I został zaprezentowany po raz pierwszy w 2013 roku.
Model Mistra został skonstruowany przez chińsko-południowokoreańskie joint-venture Beijing-Hyundai jako pierwszy samochód tej marki specjalnie z przeznaczeniem wyłącznie dla lokalnego rynku chińskiego.
Wersja seryjna zadebiutowała pół roku po prezentacji pierwszych szkiców w kwietniu 2013 roku, reprezentując nowy kierunek stylistyczny charakteryzujący się dużym, trapezoidalnym wlotem powietrza i agresywnie ukształtowanymi reflektorami, który później odtworzyła większa Sonata.

### Lifting
W 2017 roku Hyundai Mistra pierwszej generacji przeszedł obszerną restylizację nadwozia, która przyniosła większą, niżej osadzoną atrapę chłodnicy, a także większe, bardziej agresywnie ukształtowane reflektory. Zmianom uległ też kokpit, gdzie pojawił się większy ekran systemu multimedialnego, a także przeprojektowane przyrządy w konsoli centralnej z nowym układem schowków oraz panelu klimatyzacji oraz odświeżony projekt zegarów.

### Silniki
- R4 1.6l T-GDi
- R4 1.8l Nu
- R4 2.0l Nu

## Druga generacja

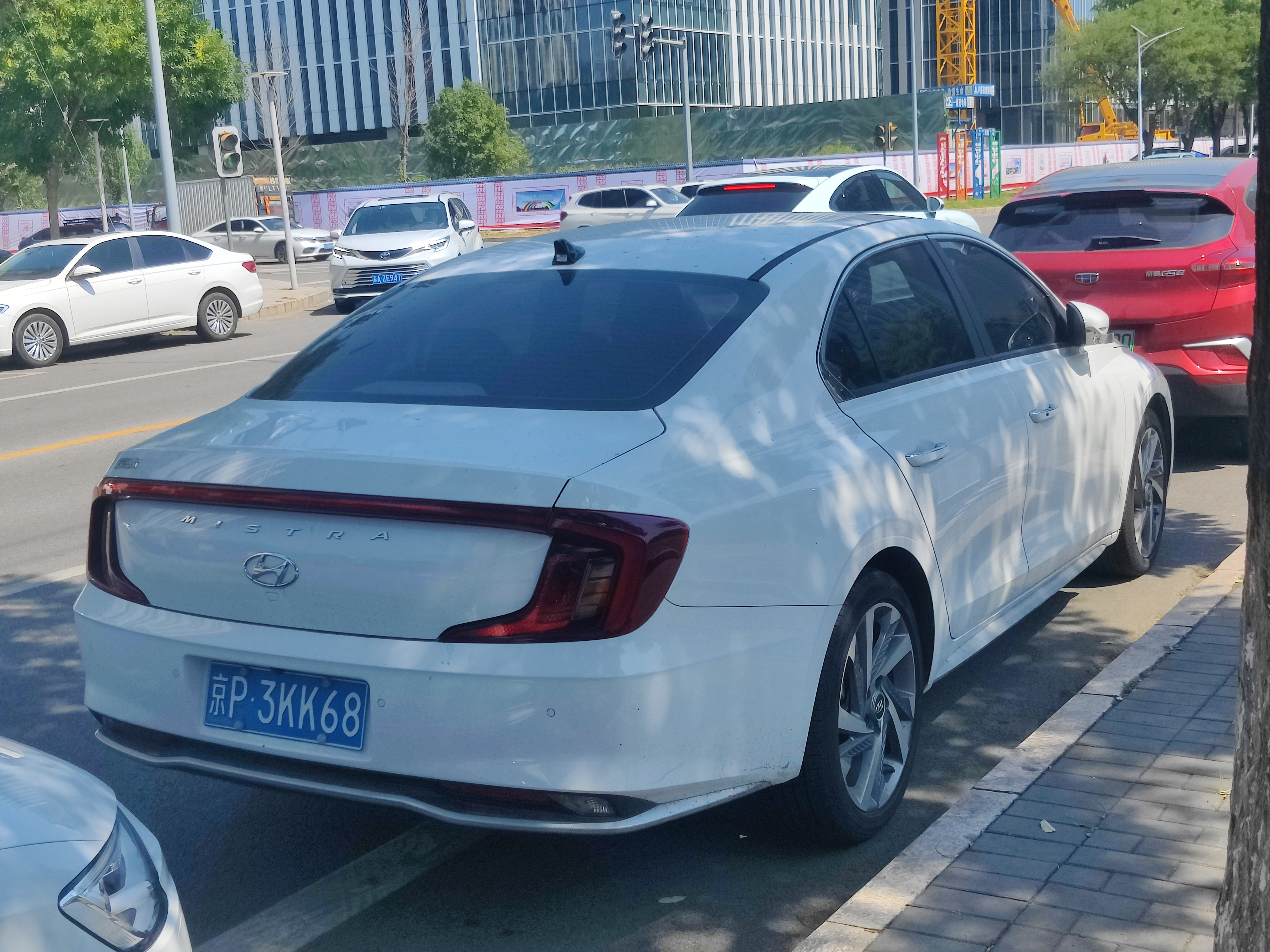
Hyundai Mistra II - tył

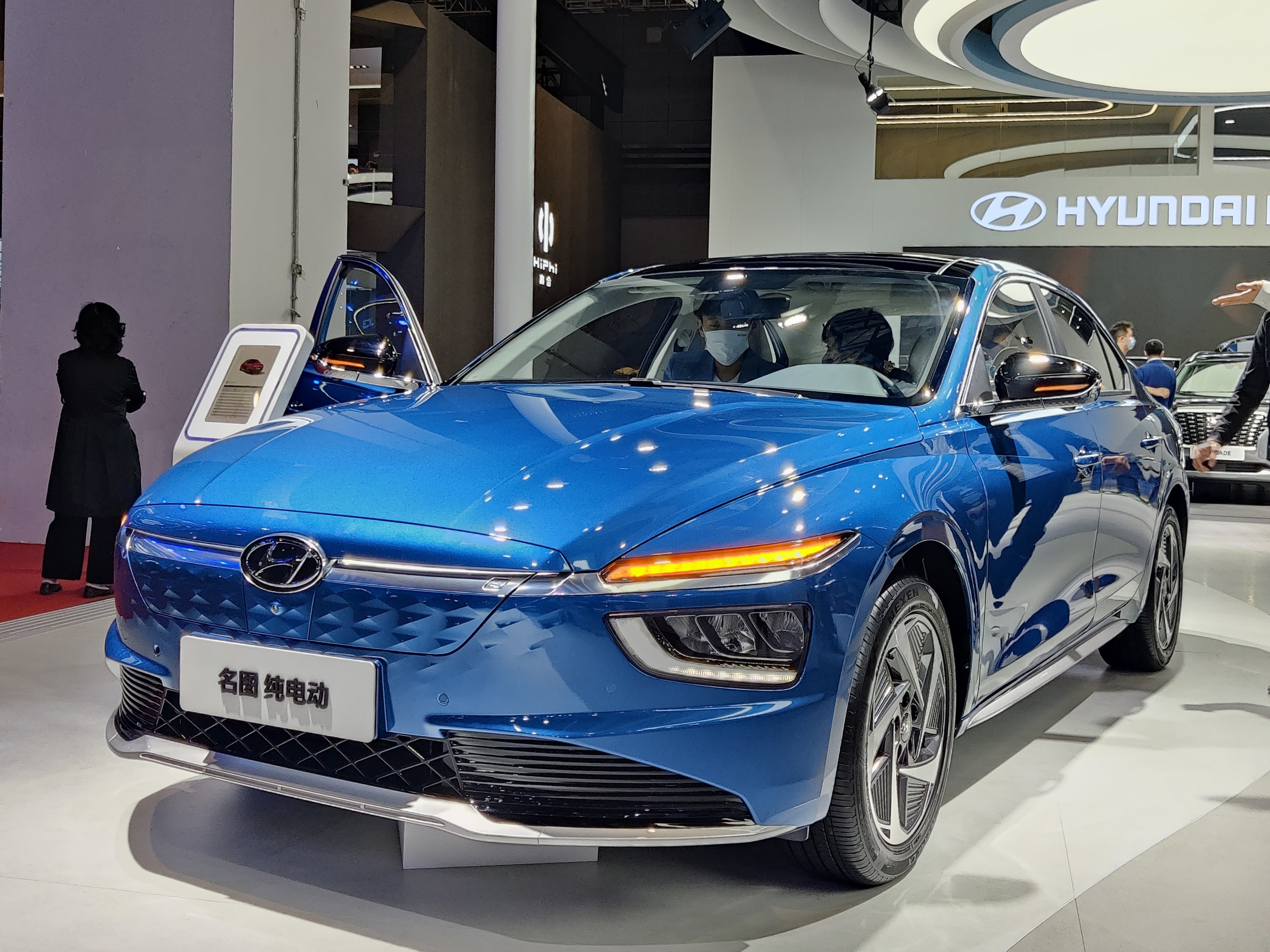
Hyundai Mistra Electric

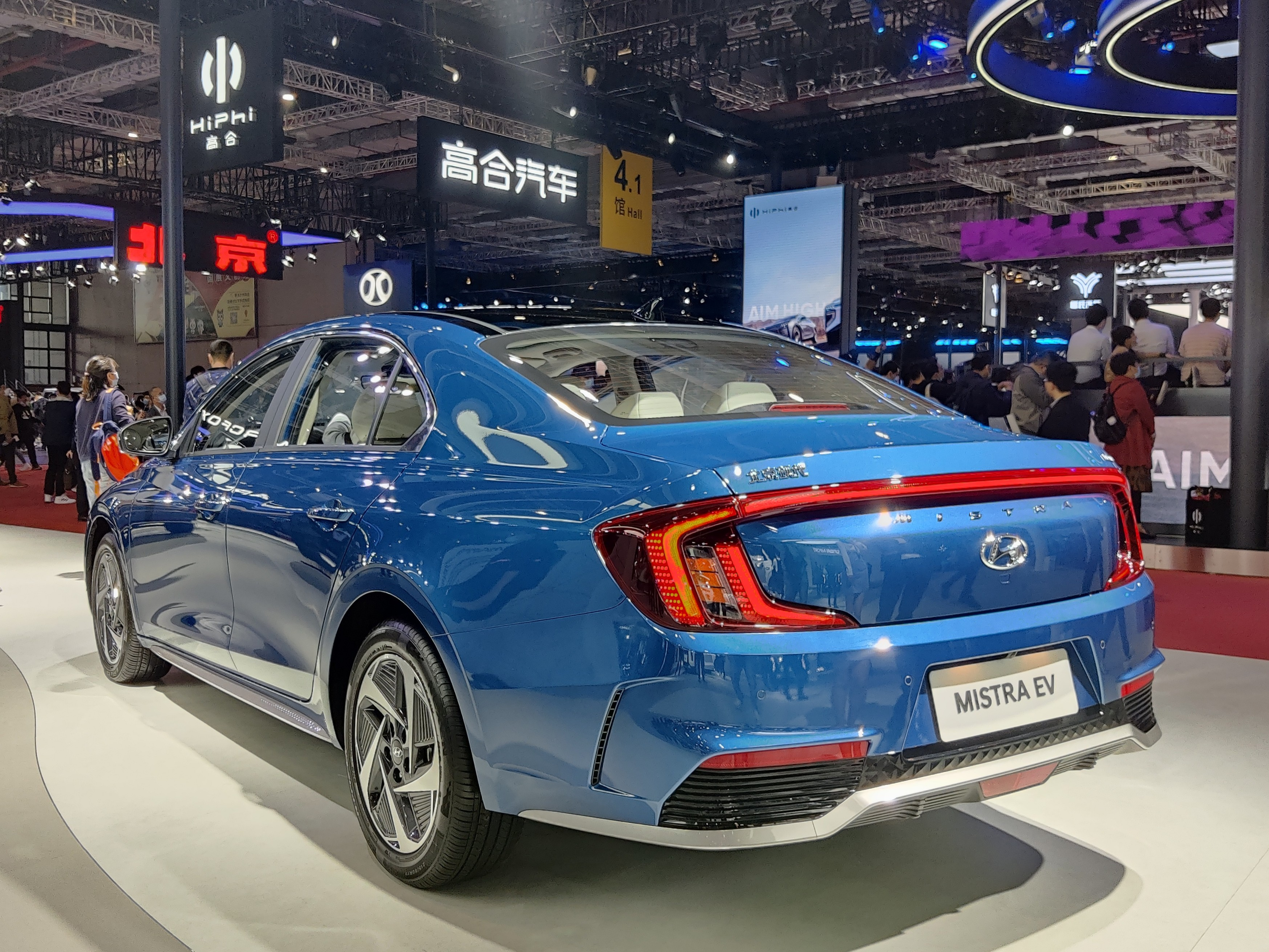
Hyundai Mistra Electric - tył

Hyundai Mistra II został zaprezentowany po raz pierwszy w 2020 roku.
W październiku 2020 roku do internetu trafiły nieoficjalne fotografie z chińskiego urzędu patentowego dokumentującego pełny wygląd drugiej generacji Mistry, z kolei w drugiej połowie listopada odbył się oficjalny debiut pojazdu na Guangzhou Auto Show, prezentując tuż przed wydarzeniem pierwsze oficjalne fotografie.
Samochód otrzymał bardziej obłą, awangardową stylizację z pasem przednim zdobionym przez sześciokątny wlot powietrza i podwójne, dwupoziomowe reflektory nawiązujące do takich SUV-ów jak ix25 czy Encino. Tylna część nadwozia otrzymała z kolei łukowate lampy połączone świetlistym pasem biegnącym przez klapę bagażnika, nawiązując do większej Sonaty.

### Mistra Electric
Zgodnie z ogłoszonym w sierpniu 2020 roku planem, w ofensywie modelowej składającej się z 9 nowych pojazdów na rynek chiński uwzględniona zostanie także nowa, elektryczna odmiana Mistra Electric. Podobnie do mniejszej Lafesty Electric, wizualnie odróżniła się ona innym wyglądem pasa przedniego z większym lakierowanym panelem zamiast wlotu powietrza.
Ukad napędowy elektrycznej Mistry tworzy bateria o pojemności 56,5 kWh, która rozwija moc 188 KM i 229 Nm maksymalnego momentu obrotowego. Zasięg pojazdu na jednym ładowaniu, według chińskiej procedury NEDC, wynosi 520 kilometrów.

### Silniki
- R4 1.5l Turbo
- R4 1.8l Nu